# Hoodoo Glacier
Hoodoo Glacier är en glaciär i Kanada.   Den ligger i provinsen British Columbia, i den västra delen av landet, 4 000 km väster om huvudstaden Ottawa. Hoodoo Glacier ligger 839 meter över havet.
Terrängen runt Hoodoo Glacier är bergig åt sydväst, men åt nordost är den kuperad. Trakten runt Hoodoo Glacier är nära nog obefolkad, med mindre än två invånare per kvadratkilometer.. Det finns inga samhällen i närheten. 
Trakten runt Hoodoo Glacier består i huvudsak av gräsmarker.